# Enric Roca i Amat
Enric Roca i Amat (Sant Sadurní d'Anoia, 15 d'octubre de 1938) és un antic jugador d'hoquei sobre patins català de les dècades de 1950 i 1960.

## Trajectòria
Començà a practicar l'hoquei a la SD Noia, on ben jove ja jugava al primer equip a segona categoria, i amb 15 anys a primera. Després de jugar una temporada al CH Sant Sadurní, fitxà pel CP Voltregà la temporada 1956-57, club amb el qual tornà a ascendir a primera. La temporada 1957-58 ingressà al RCD Espanyol, club on visqué els seus millors anys esportius. Fou considerat el millor rematador del moment. Amb la selecció espanyola guanyà dos campionats del Món i un d'Europa.
L'any 1966 es retirà de la pràctica en actiu, iniciant a continuació la carrera d'entrenador, primer com a entrenador-jugador de l'AA Noia (1966-1973). A més del Noia, dirigí el CP Vilanova (1974-1975), o la selecció espanyola (diverses categories, entre 1976 i 1983).

## Palmarès
Espanya
- Campionat del Món:
  - 1955, 1964
- Campionat d'Europa:
  - 1957
- Copa de les Nacions:
  - 1957, 1959
- Copa Llatina:
  - 1958, 1963

RCD Espanyol
- Campionat de Catalunya:
  - 1958, 1961
- Campionat d'Espanya:
  - 1961, 1962

CP Voltregà
- Copa de les Nacions:
  - 1961